# دان كوتر
دان كوتر (بالإنجليزية: Dan Cotter)‏ هو لاعب كرة قاعدة أمريكي، ولد في 14 أبريل 1867 في بوسطن في الولايات المتحدة، وتوفي بنفس المكان في 4 سبتمبر 1935.

## وصلات خارجية
- دان كوتر على موقعبيزبول رفرنس.كوم (الدوري الرئيسي) (الإنجليزية)
- دان كوتر على موقعبيزبول رفرنس.كوم (الدوري الثانوي) (الإنجليزية)